# Anilocra clupei
Anilocra clupei är en kräftdjursart som beskrevs av Williams och Bunkley-Williams 1986. Anilocra clupei ingår i släktet Anilocra och familjen Cymothoidae. Inga underarter finns listade i Catalogue of Life.